# Иностранное радиовещание на территорию СССР
Иностранное радиовещание на СССР (применялось также перешедшее из обыденной речи в советские СМИ идеологическое клише «вражеские голоса», или же западные радиоголоса, голоса) велось рядом радиостанций (в первую очередь, «Голос Америки», Радио «Свобода», «Немецкая волна», «Русская служба Би-би-си», «Радио Ватикана», «Голос Израиля», «Международное канадское радио», «Международное французское радио», «Радио Швеции») на языках народов СССР в коротковолновом и средневолновом диапазоне.
На социалистические страны Восточной Европы вещала радиостанция «Свободная Европа», объединившаяся в 1976 году с «Радио Свобода».
Деятельность этих радиостанций стала одним из знаковых моментов времён холодной войны.
Были радиостанции некоторых социалистических стран — КНР («Радио Пекина») и Албании («Радио Тираны») — в своих передачах на русском языке занимались пропагандой политического курса руководства этих стран и критиковали политику КПСС и СССР как «ревизионистскую» и «антимарксистскую».
С другой стороны Иновещательная служба СССР — Московское радио, Рижское радио — также вели вещание на иностранных языках на зарубежную аудиторию. Некоторые его трансляции также глушились за пределами СССР, например, передачи на испанском языке начала глушить военная хунта в Чили после государственного переворота в 1973 году (во главе переворота стоял генерал Аугусто Пиночет).

## История
Первым начал радиовещание на страны Запада Советский Союз. Если «Московское радио» (позднее — «Голос России») начало вещание на немецком и английском языках в октябре 1929 года, то Би-би-си, к примеру, стала регулярно выпускать передачи на русском только с 26 марта 1946 года. «Голос Америки» начал вещание на русском с 1947 года. Итальянское радио и «Радио Ватикана» начали передачи на русском языке в 1948 году, а «Радио Канада» — в 1951 году.
В годы Второй мировой войны на территорию СССР вещала германская радиостанция «Старая гвардия Ленина», подчинявшаяся Бюро «Конкордия», которое, в свою очередь, находилось в ведении Рейхсминистерства народного просвещения и пропаганды.
В качестве «общественной», а в действительности официальной, советской реакции на начало вещания западных радиостанций на русском 10 апреля 1947 года в газете «Культура и жизнь» появилась статья Ильи Эренбурга «Фальшивый голос». Протестуя против пропаганды жвачки, Эренбург писал:

Если вы изобрели какие-то надувные жевательные резинки, отчего же вы вместо мирного пускания резиновых пузырей у себя дома распространяете их по всему миру?

Деятельность правительственной радиостанции США — «Голос Америки» — удостоилась особой чести быть увековеченной в художественной литературе: в 1949 году драматург Б. А. Лавренёв написал пьесу «Голос Америки», в которой «дезавуировалась подрывная деятельность американского империализма против советского государства». Эта пьеса обошла все театры страны; в 1950 году писателю была присуждена Сталинская премия.
С 1 марта 1953 года, незадолго до смерти Сталина (5 марта 1953 года), начала вещание радиостанция «Освобождение от большевизма» (позднее — просто «Освобождение»), которая с мая 1959 стала называться «Радио Свобода».
«Немецкая волна» существует с 3 мая 1953 года.
Сеть зарубежного радиовещания в коротковолновом диапазоне, направленного на территорию СССР, постоянно расширялась, достигая в совокупности 50 часов в сутки. Вещание на СССР было организовано не только на русском языке, но и на других языках народов СССР. К примеру, «Голос Америки» передавал ежедневно 16,5 часа программ на русском, украинском, латышском, литовском, азербайджанском, армянском и грузинском языках.
На зарубежное теле- и радиовещание по всему миру США тратили большие деньги: в 1988 году (конец «холодной войны») американское правительство выделило на эти цели 392 млн долларов, включая 169,6 млн на «Голос Америки», 172,5 млн — на радио «Свобода» и «Свободная Европа».

## Приём вещания
Для прослушивания были необходимы радиоприёмники, позволяющие слушать передачи на коротких волнах. Все советские приёмники от II класса и выше и многие III класса имели КВ-диапазоны. Они не были в дефиците, но, как правило, не имели более низкого коротковолнового диапазона, чем 25-метровый (то есть частоты выше 11,65…12,05 МГц). На волнах короче 25 м (то есть 22 м, 19 м, 16 м и др.) глушения почти не было, но и соответствующие радиоприёмники достать было труднее. В СССР с 50-х гг. радиоприёмники с диапазонами коротких волн 11, 13, 16, 19 и 22 метров выпускались почти исключительно на экспорт (хотя и появлялись изредка в продаже), а импортные были дороги и купить их можно было только в валютных или комиссионных магазинах. Кроме того, дальнее распространение коротких радиоволн короче 20-25 метров нестабильно — приём заметно ухудшается ночью, особенно зимой, и намного сильнее зависит от солнечной активности, чем на более длинных волнах. Впрочем, для радиомастеров или опытных радиолюбителей не составляло большого труда перестроить приемник на другие, нужные диапазоны.
Согласно докладу заведующего отдела пропаганды ЦК КПСС по республикам Леонида Ильичёва, в июле 1960 года в СССР имелось порядка 20 миллионов приёмников, способных принимать зарубежное вещание.
За период с 1955 по 1964 годы количество коротковолновых приёмников у населения Восточной Европы увеличилось втрое.

## Глушение
Передачи «Голоса Америки» с февраля 1948 года начали систематически глушить так называемыми «глушилками» (радиостанциями постановки помех) — мощными генераторами электронных шумов.
На официальном языке это называлось «радиозащитой» («глушением», «радиоподавлением», «постановкой помех», «радиопротиводействием», «забивкой антисоветских радиопередач», «радиоэлектронной борьбой», на ведомственном канцелярите советских спецслужб — «оперативно-технические мероприятия» или ОТМ. По логике вещей глушение радиопередач семантически целесообразнее было бы называть «радиотехническими мероприятиями» (РТМ), но под этим словосочетанием понималось прослушивание иностранных беспроводных каналов связи). Как и о многих других методах и формах деятельности советских служб госбезопасности, о глушении иностранных радиостанций в советское время было запрещено без купюр говорить вслух. Но, тем не менее, почти ни для кого это явление не было секретом.
Было построено[когда?] около 1400 специализированных станций общей мощностью 14 600 киловатт, которые позволяли заглушать до 40—60 % трансляций.
В 1960 году ЦК КПСС и Верховный совет СССР приняли постановление «О мерах активного противодействия враждебной радиопропаганде».
Заграничные пропагандистские агентства пытались прорвать радиозащиту, располагая передатчики ближе к границам СССР и увеличивая их мощность.
В периоды разрядки международной напряжённости глушение «вражеских голосов» могло ослабляться или прекращаться (это не касалось, однако, передач «Радио Свобода»). Так, в сентябре 1959 года глушение «Голоса Америки» было ослаблено в ходе визита Никиты Хрущёва в США, а в 1963 году — после призыва Кеннеди прекратить «холодную войну».
После ввода войск стран Варшавского договора в Чехословакию в 1968 году (см. «Пражская весна») глушение возобновилось в полной мере. Очередной перерыв в глушении «вражеских голосов» (кроме «Радио Свобода») произошёл в 1975 году, в связи с проведением Хельсинкской конференции по безопасности и сотрудничеству в Европе.
Глушение возобновилось 21 августа 1980 года в связи с обострением обстановки в Польше и резкой западной критикой ввода советских войск в Афганистан.
В первые годы Перестройки глушение «вражеских голосов» продолжалось. В экспертном заключении по «делу КПСС» говорится, что постановлением ЦК КПСС от 25 сентября 1986 года было принято решение прекратить глушение передач одних зарубежных радиостанций («Голос Америки», «Би-Би-Си») и усилить глушение других («Свобода», «Немецкая волна»).
23 мая 1987 в Советском Союзе окончательно прекратили глушить радиопрограммы «Голоса Америки» и некоторых других западных радиостанций.
Полностью глушение зарубежных радиостанций в СССР было прекращено 30 ноября 1988 года.
Из-за особенностей распространения радиоволн глушение было эффективным только вблизи станций помех, то есть обычно на территории крупных городов и в ближайших окрестностях. В сельской местности помехи практически отсутствовали. Также, глушение обычно не проводилось на частотах, не принятых для радиовещания в СССР и отсутствовавших в советских радиоприёмниках (то есть короткие волны, короче 25 метров с частотами 13,50 — 26,10 МГц, см. #Приём вещания).
После распада СССР многие «вражеские голоса», со временем, прекратили свою деятельность на коротких волнах; например, «Голос Америки» в 2008 году прекратил радиовещание на территорию СНГ.

## Связь со спецслужбами
Основной целью радиовещания в условиях «холодной войны» была пропаганда, которой спецслужбы противоборствующих сторон уделяли значительное внимание.
В книге Н. Н. Яковлева «ЦРУ против СССР», написанной по заданию КГБ в целях идеологической пропаганды, утверждалось, что вещание «вражеских голосов» происходило под патронатом ЦРУ, приводились примеры связей «Радио Свобода» и «Свободная Европа» с ЦРУ. В СССР до начала Перестройки критиковать произведения Н. Н. Яковлева было запрещено. На Западе одна из рецензий, вышедших в 1984 году, недоумевает по поводу того, что хотя ЦРУ — несложный объект для критики, «автор с заданием справился на двойку», а почти всю книгу посвящает совсем другим темам, в особенности нападкам на диссидентов в СССР.
О связи со спецслужбами «вражеских голосов» писал и Ри́мантас Плейки́с (министр связи Литвы в 1996—1998 гг., член парламентского комитета национальной безопасности и обороны Литвы).
В 1973 году «Радио Свобода» получила прямое финансирование из бюджета США, минуя ЦРУ. Также, в 1976 году «Радио Свобода» и «Свободная Европа» были объединены. Соединительным звеном между Конгрессом, Госдепартаментом и новым объединённым радио «Радио Свобода» стал Совет Международного радиовещания (Board for International Broadcasting).
В разоблачениях этих радиостанций сыграли свою роль агенты разведок социалистических стран, в том числе Ю. Марин, работавший с 1972 по 1974 годы под именем К. Неастрова на «Радио Свобода» и Олег Александрович Туманов, работавший в Мюнхене с 1966 года, на последней должности — старшего редактора «Радио Свобода», эксфильтрированный в СССР в 1986 году после ухода на Запад генерала КГБ Олега Калугина. Разоблачительные свидетельства о деятельности радио «Свободная Европа» были собраны её бывшими сотрудниками — агентами разведок Польши (Анджей Чехович), Чехословакии (Павел Минаржик), Болгарии (Хрисан Христов).

## Ограничения
При том, что деятельность вещательных агентств частично курировалась и направлялась спецслужбами, в своей работе они были существенно ими же ограничены. На примере радио «Свобода», «Голоса Америки», русской службы «Би-би-си» можно отметить целый ряд табу. В частности, им было запрещено:
- Подстрекать или провоцировать свою аудиторию к бегству из стран проживания в западные страны;
- Описывать бытовые факторы проживания сбежавших из соцстран на новом месте жительства и озвучивать информацию, которая может вызвать у аудитории потребительские настроения;
- Озвучивать конкретные обстоятельства предоставления политического убежища ранее сбежавшим (поскольку убежище предоставлялось западными странами в абсолютном большинстве случаев, новости о его предоставлении в эфир не пускали, последней новостью на эту тему, озвученной в эфире, могла быть информация о том, что «правительство страны рассматривает возможность предоставления убежища имярек», поэтому, кроме особых случаев, когда степень огласки нивелировала усилия мероприятий цензуры, из сообщений в прессе нельзя понять, было ли оно предоставлено тому или иному беглецу);
- В ходе интервью со своими собеседниками из соцстран, среди которых легально получившие выездную визу составляли единичные случаи, а большинство было либо невозвращенцами, либо лицами, сбежавшими из соцстран, в эфире запрещалось оглашать конкретные пути и способы бегства, а равно сведения о побеге вообще. Допускались вопросы из разряда: «Когда Вы приехали сюда?», «Как Вам здесь живётся?», отсекались вопросы «Как Вы сюда попали?», — при этом ответы или собственные реплики собеседника, содержащие сведения об обстоятельствах побега, удалялись редакторами перед выпуском интервью в эфир.

Формальным обоснованием данного обстоятельства служило стремление поддержания существующего статус-кво в отношениях с СССР и странами советского блока. Фактически же, указанные мероприятия самоцензуры были направлены на ограничение потока беглецов из соцстран, поскольку радиостанции не отвечали за последствия своей пропаганды, а нагрузка на встречу прибывших, их содержание, питание, проживание и другие расходы, а также отвлечение людских ресурсов на работу с прибывшими, их адаптацию и обустройство на новом месте ложились на государственный аппарат и прежде всего на те же самые спецслужбы, которым приходилось расходовать значительную часть своего бюджета на второстепенные и третьестепенные статьи расходов, которые не были предусмотрены их основным функциональным назначением, а заодно отвлекать большое число своих сотрудников для решения несвойственных им задач. Если от бегства высокопоставленных дипломатов и военных, учёных представителей закрытых отраслей науки была большая польза и это направление работы представляло для спецслужб определённый интерес, то практическая ценность от бегства рядовых обывателей, неудовлетворённых своей жизнью, кои составляли большинство перебежчиков, была близкой к нулевой. Расчёт в вещании на иностранную аудиторию был построен на создании критической массы недовольных внутри самих соцстран и воспитании аудитории, идейно настроенной на сотрудничество с западными структурами, не меняя при этом места жительства, а не на приёме всех желающих оттуда сбежать. Попытки отдельных лиц инициировать снятие этого табу в законодательном порядке встречали стойкое сопротивление со стороны спецслужб и структур государственного аппарата.

## Радиоголоса в постсоветской России
Работа западных радиостанций, вещавших на СССР, продолжалась какое-то время и после распада СССР, но в связи с крахом социалистической системы и распадом СССР и, с другой стороны, в связи с установлением свободы слова в Восточной Европе, потребность в широкомасштабной пропагандистской деятельности через иностранное радиовещание резко уменьшилась, и финансирование радиостанций значительно сократилось. Кроме того, как показывают социологические исследования, население постсоветских стран проявляет гораздо меньший интерес к радио вообще и к иновещанию, в частности. На первое место в СМИ-предпочтениях аудитории вышло телевидение и Интернет, а среди радиостанций на первом месте находятся FM-радиостанции музыкального и развлекательного формата. Вместе с тем возникло международное спутниковое телевидение, а по мере перехода с аналогового спутникового телевидения на цифровое и международное спутниковое радиовещание в начале 1990-х появились иноязычные спутниковые телеканалы (английский BBC World Service Television в 1991, немецкий DW TV в 1992 году, франко-итальянский Euronews в 1993 году), а в конце 2000-х началось на каналах youtube, в том числе и на русском языке (телевизионная версия Euronews была запущена ещё в 2001 году). Радио «Свобода» прекратило русскоязычное вещание на коротких волнах 26 июня 2016 года, русская служба «Голоса Америки» — 27 июля 2008 года, русская служба BBC — 26 марта 2011 года, русская служба «Немецкой волны» — 30 июня 2011 года, русская служба RFI — в 2015 году, RCI (CBC) — в июне 2012 года, иновещание RAI на иностранных языках было полностью прекращено ещё в 2007 году, спустя некоторое время русские службы BBC, Немецкой волны и Голоса Америки также прекратили аудиовещание через спутниковое телевидение и Интернет, оставив только версии сайта на русском языке, видеоканалы на Youtube (большая часть восточноевропейских служб международных вещателей была во второй половине 2010-х либо закрыта, либо оставлен только сайт на языке службы без аудиовещания), RFI ещё в 2000-х — начале 2010-х, наоборот, увеличила аудиовещание через интернет до псевдокруглосуточного (несколько оригинальных часовых радиоблоков в день и повторы их каждый час), русская служба RCI была вообще упразднена одновременно с уходом с коротких волн. Менее влиятельные вещатели Европы (Радио Прага, SRo6 Slovakia International, Радио Болгария, Радио Швеция, Радио Финляндия) полностью ушли с коротких волн, оставив аудиовещание через интернет в виде одного радиоблока в день, Польское радио для заграницы, также покинув короткие волны, объединило все радиоблоки восточноевропейских служб в псевдокруглосуточную радиостанцию в интернете (несколько оригинальных получасовых радиоблоков в день и повторы).
Тем не менее выражение «вражеские голоса» иногда всё ещё употребляется в прессе. Новый руководитель Совета управляющих по телерадиовещанию США Уолтер Айзексон (бывший глава CNN и журнала Time) призывает выделить Совету ещё больше денег для «Голоса Америки» и ряда других новостных организаций, чтобы противостоять усилиям публичной дипломатии «врагов» Америки, которыми, по его определению, являются Иран, Венесуэла, Россия и Китай: «Мы не можем позволить, чтобы наши враги общались с миром лучше нас, уже имеются Russia Today…»
На территорию Крыма активно вещает украинское радио и телевидение, эти передачи можно принимать в ближайшей к Украине северной части полуострова. Также Украина ведёт радиовещание, в основном политического направления, в диапазоне средних волн. Учитывая, что в России радиовещание в этом диапазоне практически свёрнуто, а у населения остался огромный парк радиоприёмников без FM-диапазона, принять на них сегодня, на русском языке, можно только иновещание, к которому теперь относятся и украинские радиостанции. Украинское радиовещание на территорию РФ было свернуто 1 февраля 2018 года в связи с отключением средневолнового передатчика на частоте 1431 кГц.

### Иновещание на Россию в XXI веке
- Международное радио Китая (Пекин)
- CCTV-Русский (Пекин)
- Всеиндийское радио (Нью-Дели)
- «Голос Америки» (Вашингтон)
- Радио «Свобода» (Прага)
- «Настоящее время» (Прага)
- NHK и NHK World (Токио)
- «Голос Вьетнама» (Ханой)
- Каирское радио (Каир)
- Deutsche Welle (Берлин)
- «Голос Исламской Республики Иран» (Тегеран)
- «Голос Турции» (Анкара)
- Русская служба Би-би-си (Лондон)
- Международное французское радио (Париж)
- KBS World Radio (Сеул)
- Международное радио Украины (Киев)
- Польское радио (Варшава)
- «Голос Кореи» (Пхеньян)
- Международное радио Тайваня (Тайбэй)
- Румынская радиовещательная компания (Бухарест)
- Радио Прага (Прага)
- Шведское радио (Стокгольм)
- Беларусь (Минск)
- РЭКА (Иерусалим, в основном ориентировано на внутреннюю аудиторию)
- Швейцарская вещательная корпорация (Берн)
- Болгарское национальное радио (София)
- Yle (Хельсинки)
- Международное радио Словакии (Братислава) RSI, или Radio Slovakia International http://rsi.rtvs.sk/russkiy
- Телерадио-Молдова (Кишинёв, только внутреннее вещание с 2013 года) [21]
- «Голос Монголии» (Улан-Батор)
- Радио Ватикана (Рим)
- «Голос Греции» (Афины)